# Schutzstaffel
Pour les articles homonymes, voir SS.
La Schutzstaffel (de l'allemand « escadron de protection »), plus communément désignée par son sigle SS, est une des principales organisations du régime national-socialiste. Entièrement dévouée à Hitler, elle est dirigée pendant la quasi-totalité de son existence par Heinrich Himmler.
Fondée en avril 1925, initialement chargée de la protection rapprochée d'Adolf Hitler, la SS devient au fil des années un État dans l'État, accumulant les compétences et les missions et passant du stade de groupuscule à celui d'une énorme organisation.
Progressivement, ses domaines d'activité se multiplient. Elle a une fonction politique, notamment au travers de l’Allgemeine SS, répressive avec le RSHA et le contrôle des camps de concentration, idéologique et raciale au travers du Lebensborn et de l'Ahnenerbe, militaire après la création en 1934 de la SS-VT (connue sous le nom de Waffen-SS à compter de 1940), et devient également un empire économique.
Elle est aussi le principal organisateur et exécutant de l'extermination des Juifs d'Europe, que cela soit lors des opérations mobiles de tuerie perpétrées en Pologne et en Union soviétique par les Einsatzgruppen, ainsi que par la mise en place des camps d'extermination.
Traversée par de profondes rivalités internes, en conflit permanent avec d'autres organismes (notamment la Wehrmacht) ou diverses personnalités du Troisième Reich, dotée d'une organisation complexe, mouvante, accumulant les doubles emplois et les contradictions, elle n'en est pas moins l'un des instruments les plus efficaces et les plus meurtriers de la terreur nazie.
Lors du procès de Nuremberg, elle est déclarée organisation criminelle.

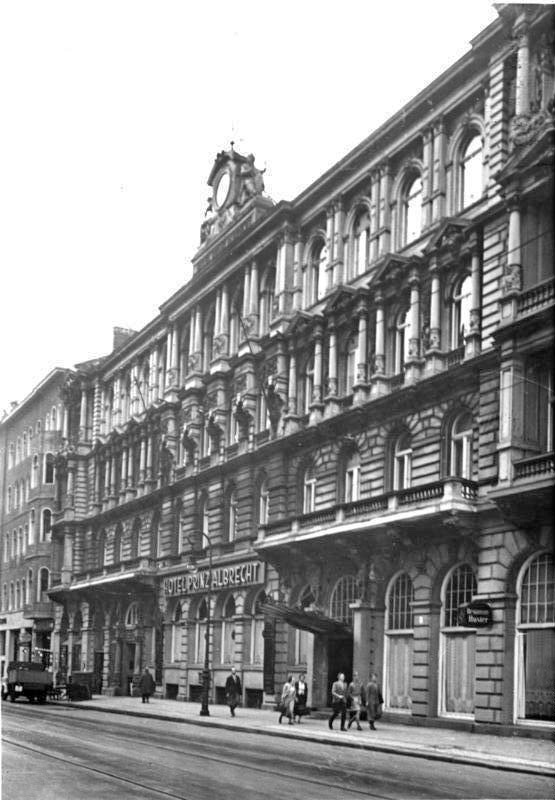
Hôtel Prinz-Albrecht : le quartier général de la SS à Berlin (1934-1945).

## 1923-1934: création et autonomie

### Fondation

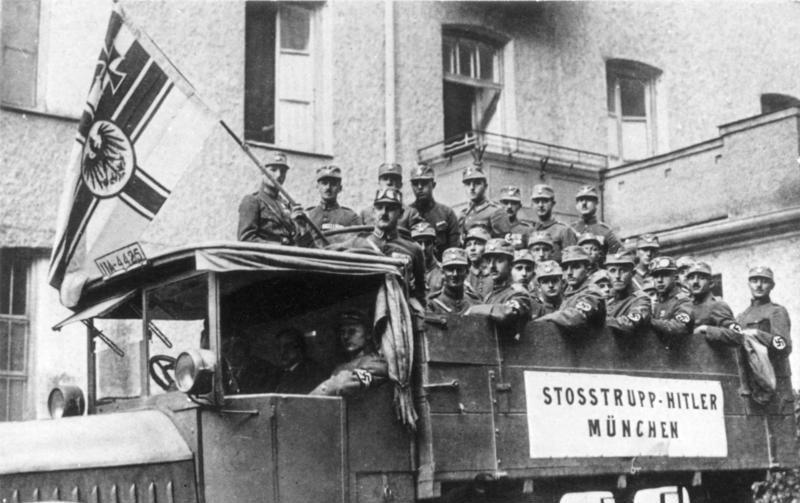
La Stoßtrupp « Adolf Hitler ».

Les débuts de la SS sont particulièrement ordinaires et rien ne la distingue à sa naissance de la myriade de groupuscules nationalistes, pangermanistes et völkisch qui agitent la république de Weimar au début des années 1920.
En mars 1923, Adolf Hitler, président du NSDAP depuis 1921, s'entoure d'une première garde rapprochée, la Stabswache (« corps de garde »), composée de huit militants de la première heure, dont Rudolf Hess. Après à peine deux mois d'existence et à la suite de conflits internes et du départ d'une partie de ses membres, la Stabswache disparaît pour renaître immédiatement sous le nom de Stosstrupp Adolf Hitler (« peloton de choc Adolf Hitler »), qui ne comporte toujours qu'une poignée de membres.
En 1925, après l'échec du putsch de la Brasserie et l'interdiction du parti nazi, de la SA et de toutes leurs composantes, qui suit cette tentative avortée de coup d'État, Hitler confie à son chauffeur, Julius Schreck, ancien membre de la Stosstrupp, la création d'une nouvelle garde personnelle, sous la dénomination de Schutzstaffel : la SS est née.

Double Sieg Rune, emblème officiel de la SS.

Ne comportant à ce moment que quelques membres, la SS s'étend à partir du 21 septembre 1925, date à laquelle ordre est donné à chaque section du parti nazi de mettre sur pied une escouade de protection de dix hommes, sauf à Berlin où le nombre maximal de chaque escouade est porté à vingt membres. Hitler autorise la même année l'existence d'une association de membres bienfaiteurs de la SS, et l'interdit pour la SA l'année suivante. En avril 1926, Joseph Berchtold, ancien papetier et précédent commandant de la Stosstrupp, revient d'Autriche où il s'était réfugié après la tentative de putsch et prend le commandement de la SS. Le rôle de celle-ci est reconnu par Hitler le 4 juillet 1926, lorsqu'il lui remet solennellement le Blutfahne (drapeau de sang), l'emblème des putschistes de 1923.
Pendant toutes ces années, la SS est en conflit ouvert avec la SA qui comporte plusieurs milliers de membres et se veut la seule troupe de choc du parti : en 1928, la SS est limitée à 280 hommes et est strictement subordonnée à la SA qui essaie de la cantonner dans des rôles subalternes.
En mars 1927, Berchtold démissionne ; il est remplacé par Erhard Heiden, dont le rôle est également éphémère.
Le 6 janvier 1929, Hitler nomme un nouveau Reichsführer SS : Heinrich Himmler.

### Montée en puissance
Les débuts de la SS sont plutôt discrets : contrairement à la SA ses membres ne se mêlent pas aux discussions politiques et font preuve d'une discipline appréciée par la police de Munich.
En 1929, celle-ci mentionne dans un rapport qu'« au premier manquement aux ordres courants en vigueur à la SS, même minime, ils encourent des amendes ou le retrait de leur brassard pour une durée déterminée ou une suspension de leurs fonctions. Une importance particulière est accordée au comportement individuel et à la tenue vestimentaire ».
Le 28 août 1930, la SS est utilisée pour la première fois pour protéger un membre du parti contre les violences et les exigences politiques des SA. Menacé par les SA lors d'un rassemblement politique au palais des sports de Berlin, Joseph Goebbels fait appel à la protection de la SS locale, commandée par Kurt Daluege. Deux jours plus tard, la SA réagit en s'attaquant aux SS de garde devant la Gauleitung, ce qui nécessite l'intervention personnelle d'Adolf Hitler pour ramener le calme.
En 1931, le chef de la SA de Berlin, Walter Stennes, exige à nouveau l'attribution de mandats politiques aux responsables de la SA et tente de prendre le pouvoir au sein du parti nazi. Démis de ses fonctions par Hitler, sa tentative de putsch s'enlise faute de moyens financiers. La SS, restée fidèle au chef du parti nazi, gagne durablement la confiance de celui-ci.
Himmler déploie toute son énergie pour augmenter les effectifs de la SS : des 280 inscrits au moment de sa nomination comme Reichsführer SS en 1929, le nombre des membres est décuplé fin 1930 et atteint près de 15 000 hommes en 1931. Pour se démarquer de la SA, Himmler met en place des critères de sélection drastiques, notamment en exigeant des preuves de l'appartenance des postulants à la race aryenne. Il se préoccupe aussi des projets de mariage de ses hommes. Après le 21 décembre 1931, il soumet les fiancées des membres de la SS à une vérification de leur généalogie et à l'examen de leur aryanité sur la base de photographies et d'un contrôle médical.
En août 1931, il charge Reinhard Heydrich, qui vient de s'affilier à la SS, de créer un service de renseignement interne, le futur SD, chargé de débusquer les agents de la république de Weimar infiltrés au sein du parti nazi, de dresser des listes d'opposants internes ou extérieurs au parti, mais aussi de collecter toutes les informations possibles sur les dignitaires de la SA et du NSDAP.
À l'automne 1932, Himmler marque aussi sa différence en commandant un nouvel uniforme noir pour la SS, dont les membres deviennent immédiatement identifiables en tant que tels et ne peuvent plus être confondus avec les chemises brunes de la SA. Les nouveaux uniformes sont réalisés et confectionnés par Hugo Boss, qui réalisa également l'uniforme des Jeunesses hitlériennes.
Le 30 janvier 1933, Hitler accède au pouvoir et est nommé chancelier. La SS compte à ce moment-là 52 000 membres, contre trois millions pour la SA. Les membres bienfaiteurs de la SS, qui contribuent financièrement sans acquitter de service actif, sont eux 167 272 en 1933.
Alors que la terreur de rue des SA n'a plus de raison d'être après la prise du pouvoir, que le nouveau chancelier doit concilier l'appui des milieux conservateurs, de l'armée et des industriels, la violence de la SA se déchaîne à travers toute l'Allemagne, notamment avec la création sauvage, en mars 1933, du camp de concentration d'Oranienburg, ou les exactions commises dans le quartier berlinois de Köpenick.
En matière de répression des opposants, la SS n'est pas en reste et les fiches du SD se révèlent fort efficaces : elles servent notamment à peupler le camp de Dachau, fondé par la police bavaroise en mars 1933, mais dont la responsabilité est transférée, le 2 avril 1933, à la SS par Himmler, devenu commandant de la police politique bavaroise. Fin juin 1933, Theodor Eicke, futur inspecteur général des camps, est nommé commandant de Dachau, ce qui marque le début de l'organisation du système concentrationnaire nazi.
En 1933 et 1934, la SA accumule les démonstrations de force, notamment les défilés de masse qui rassemblent jusqu'à 80 000 participants à Breslau ; elle multiplie aussi ses exigences afin de disposer de postes de responsabilités au sein du régime nazi, continue à proclamer que la révolution n'a pas encore commencé et entre en conflit ouvert avec la Reichswehr qu'elle entend remplacer par une armée populaire.
Pendant ce temps, la SS noue de précieux contacts avec des industriels, des officiers, des scientifiques et intellectuels, de grands propriétaires terriens, au sein du Cercle des amis du Reichsführer SS. Elle reste fidèle à Adolf Hitler et donne des gages de respectabilité. Fin 1933, ce dernier donne à sa garde personnelle le titre officiel de Leibstandarte SS Adolf Hitler.

### Fin de la tutelle de la SA

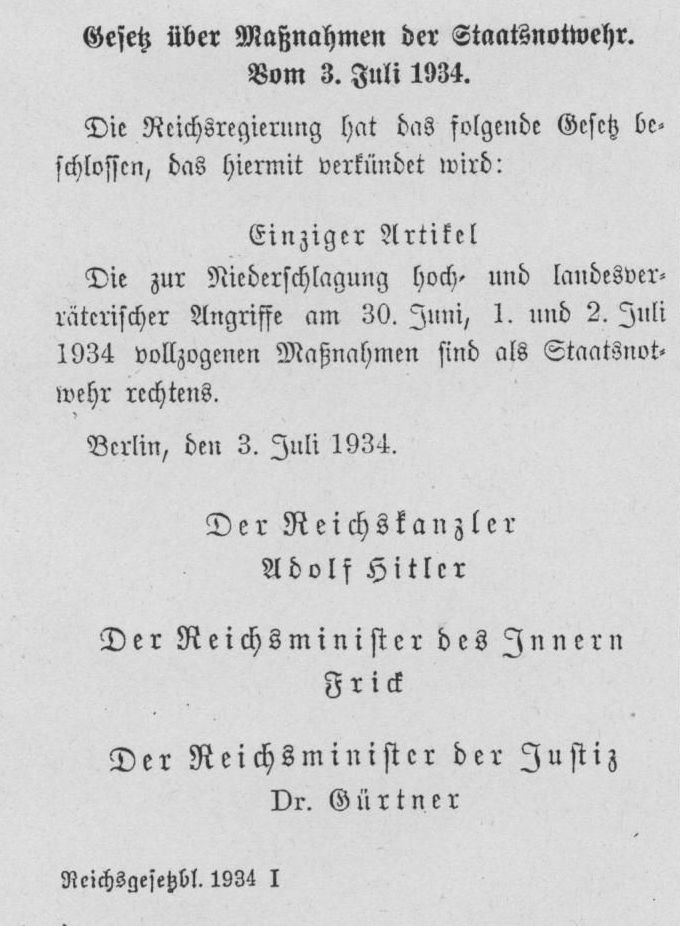
Loi du 3 juillet 1934 légalisant la nuit des Longs Couteaux.

En 1934, Heinrich Himmler et son adjoint direct Reinhard Heydrich sont, avec Hermann Göring, les artisans de la nuit des Longs Couteaux qui débouche sur l'élimination de la SA en tant que force politique et permet à la SS de dépendre directement du Führer.
Avec plus de quatre millions de membres, totalement dévouée à son chef, Ernst Röhm, la SA exige des réformes sociales et économiques, effrayant les milieux d'affaires et les partis conservateurs traditionnels ; sa volonté de prendre le contrôle de l'armée suscite l'opposition des dirigeants militaires dont Hitler a un pressant besoin.
Après avoir inventé de toutes pièces un complot de Röhm visant à prendre le pouvoir et reçu l'approbation de Hitler, les 30 juin et 1er juillet 1934, les membres de la SS décapitent la SA.
L'épuration fait une centaine de victimes dont Röhm lui-même (assassiné par le SS Michel Lippert, accompagné de Theodor Eicke, commandant du camp de concentration de Dachau), de nombreux responsables de la SA mais aussi des opposants à Hitler, opposants internes comme Gregor Strasser, ou externes comme l'ancien chancelier von Schleicher, ou Erich Klausener, directeur de l'Action catholique et fonctionnaire au ministère des Transports. Une partie des exécutions a lieu dans la cour de la prison de Stadelheim, à Munich, le peloton d'exécution étant commandé par Sepp Dietrich, futur commandant de la 1re division SS « Leibstandarte SS Adolf Hitler ».
La SS élimine ainsi l'influence politique d'une organisation rivale dont elle dépendait encore formellement, en tuant les membres les plus capables et les plus ambitieux de son appareil dirigeant.

## Un État dans l’État

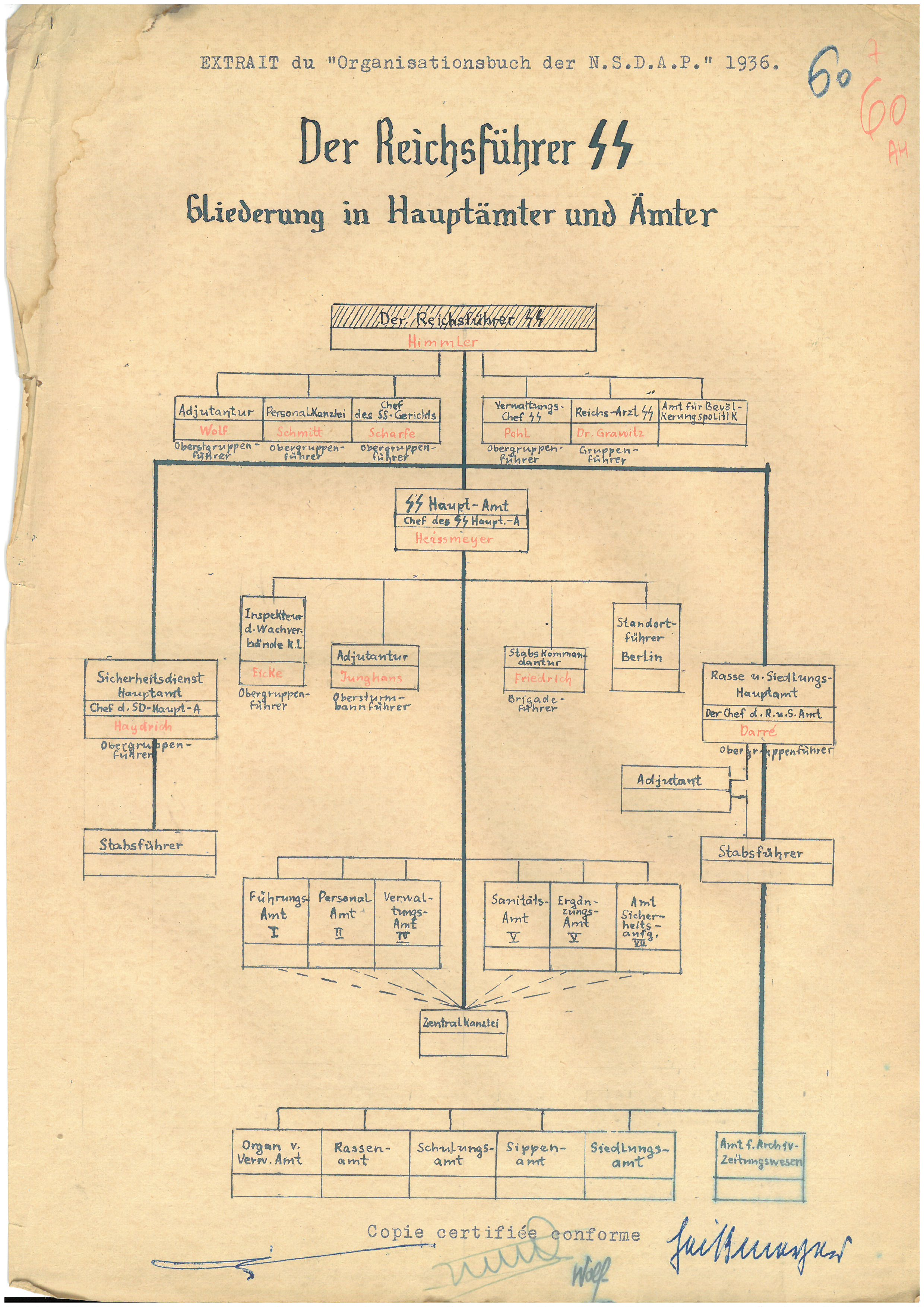
Organisation de la SS.

### Heinrich Himmler
À compter de 1929, et jusqu'à la chute du Troisième Reich, le chef de la SS, ou Reichsführer-SS, fut Heinrich Himmler (1900-1945). À ce poste, il fut l'un des dignitaires les plus puissants du Troisième Reich. Il était le maître absolu de la SS et le chef de toutes les polices allemandes (Chef der Deutschen Polizei), dont la Gestapo, particulièrement chargée de la liquidation de l'opposition aux nazis en Allemagne et dans les pays occupés. Les camps de concentration et les camps d'extermination dépendaient directement de son autorité, et il mit en œuvre la « Solution finale ».

### L’Allgemeine SS
Pour reprendre les termes de George H. Stein, les membres de l'Allgemeine SS, soit 250 000 hommes en 1939, « n'avaient aucune obligation spécifique à remplir hormis celle de demeurer en état d'alerte permanent comme pendant la lutte pour le pouvoir ».
De nombreux membres de l'Allgemeine SS sont affectés à la garde des camps de concentration ; dotés nominalement d'un grade dans la Waffen-SS, ils servent dans les unités à tête de mort, placés sous l'autorité directe des commandants des camps, puis rattachés au département (Amt.) B de l'Office central SS pour l'économie et l'administration (Wirtschafts-Verwaltungshauptamt ou WVHA) à partir du 3 mars 1942.

### Le RSHA (SD, Gestapo, Kripo…)
Créé en 1931 par Reinhard Heydrich sur ordre de Heinrich Himmler, le Sicherheitsdienst (SD) devient en 1934 le seul service de renseignement du parti nazi et de la SS. En 1939, il est intégré au Reichssicherheitshauptamt (RSHA), dirigé par Heydrich puis, après le décès de celui-ci, par Ernst Kaltenbrunner. Le RSHA regroupe le SD, organisme du parti qui comporte notamment les deux cellules opérationnelles (SD-Inland et SD-Ausland) mais aussi la Sicherheitspolizei (Sipo), organisme d'État qui regroupe la Gestapo et la Kriminalpolizei (Kripo).
À la Gestapo Heinrich Müller, âgé de 36 ans en 1936, et, à la Kripo Artur Nebe, 42 ans, sont tous deux des policiers de métier qui ont commencé leur carrière au début des années 1920. Müller sert fidèlement la république de Weimar pour laquelle il a pourchassé indifféremment nazis et communistes ; il ne s'inscrit d'ailleurs au NSDAP que le 31 mai 1939. Par contre, Nebe est militant du parti depuis 1931. Si Müller est un bourreau, Nebe l'est également en prenant la tête de l'Einsatzgruppe B qui éliminera Juifs, malades mentaux ainsi que les opposants réels ou imaginaires de l'Allemagne nazie.
Au SD, Otto Ohlendorf, 29 ans, et Walter Schellenberg, 26 ans, ont des profils plus intellectuels. Ohlendorf est diplômé en droit et en économie des universités de Leipzig et Göttingen, Schellenberg a étudié la médecine puis le droit à l'université de Bonn. Seules la date, et sans doute la profondeur de leur engagement politique les séparent : Ohlendorf est membre du NSDAP depuis 1925 et de la SS depuis 1926 ; Schellenberg ne s'inscrit au parti qu'en 1933, peu avant son recrutement comme juriste au Sicherheitsdienst.
La Gestapo, police politique, se charge de traquer, d'interner ou d'éliminer les opposants alors que la Kripo a un rôle de police criminelle traditionnel.
Le SD-Inland a notamment pour tâche d'établir des rapports sur l'intégration de la conception du monde nationale-socialiste, la Weltanschaaung dans la sphère individuelle, de déterminer si elle suscite de l'opposition, et dans ce cas, d'identifier les opposants. Le SD-Ausland, en dehors de ses missions d'espionnage classiques, dresse des listes de personnalités à éliminer, notamment en Autriche, et élabore des « solutions aux problèmes tchèque et russe ».
Dès l’Anschluss, soit l'annexion de l'Autriche à l'Allemagne le 13 mars 1938, Heydrich, qui a participé activement à sa préparation, utilise son outil répressif contre les opposants autrichiens avec la même vigueur qu'il avait déployée en Allemagne. Après avoir rempli le camp de concentration de Dachau, c'est au tour de Mauthausen. Depuis 1935, le SD dispose en outre d'un nouvel outil de répression, la détention préventive (Schutzhaft) qui lui permet d'interner qui bon lui semble sans aucune procédure devant les tribunaux et dont il fait un large usage en Allemagne et dans tous les territoires occupés.
À partir du 7 décembre 1941, la Schutzhaft est plus terrible encore, avec l'entrée en vigueur du décret « Nuit et brouillard » qui impose que les prisonniers disparaissent sans laisser de trace et interdit de donner le moindre renseignement à leurs proches sur leur sort ou leur lieu de détention.

### L'Ordnungspolizei
Créée en 1936 par le ministre de l'Intérieur Wilhelm Frick, l’Ordnungspolizei regroupe toutes les unités de la police régulière en uniforme chargées du maintien de l'ordre sous ses différents aspects. Commandée par l’Oberst-Gruppenführer Kurt Daluege, nazi de la première heure, elle dépend directement de l'autorité de Heinrich Himmler, à la fois Reichsführer-SS et Chef der Deutschen Polizei.
Dirigée par le Hauptamt Ordnungspolizei, un des bureaux principaux de la SS, elle comporte douze sections qui assurent le maintien de l'ordre, au sens classique du terme dans tous les domaines :
- Schutzpolizei : police de sécurité (police de proximité en uniforme en ville et police municipale) ;
- Gendarmerie : police rurale et lutte contre le braconnage ;
- Verwaltungspolizei : police administrative (santé, commerce, construction…) ;
- Verkehrspolizei : police de la route (à l'exception des autoroutes) ;
- Wasserschutzpolizei : police fluviale et sécurité des ports ;
- Bahnschutzpolizei : police ferroviaire ;
- Postschutzpolizei : police postale ;
- Feuerschutzpolizei : lutte contre les incendies (pompiers) ;
- Sicherheits und Hilfdienst : alertes aériennes, secours aux victimes des bombardements ;
- Technische Nothilfe : services techniques d'urgence (lutte contre les catastrophes…) ;
- Funkschutzpolizei : police des ondes ;
- Werkschutzpolizei : protection des usines.

L’Ordnungspolizei dispose également d’unités militaires, indépendantes des structures policières à l’intérieur du Reich : les bataillons de police, destinés au maintien de l’ordre dans les territoires occupés et à la lutte contre les partisans. Ils sont placés sous les ordres des HSSPf (Höhere(r) SS- und Polizeiführer). Ils fournissent une grande partie du personnel des Einsatzgruppen, en fonction des besoins ; ils combattent également sur le front de l’Est lors de la retraite de l’armée allemande.
Ce sont également des membres de l’Ordnungspolizei qui composent, par un système de rotation entre police et Waffen-SS, la 4e division SS « Polizei », essentiellement utilisée comme unité d’arrière-garde ou de réserve. À la fin de la guerre, de nombreux régiments de police de l’Orpo sont transférés à la Waffen-SS et forment la 35e division SS « Polizei ».
L’Ordnungspolizei a son propre système d’insignes et de grades. Tout policier peut être membre de la SS, sans que cette affiliation soit obligatoire. Les officiers supérieurs de police également membres de la SS sont, durant la guerre, systématiquement désignés par leurs deux grades : par exemple, un Generalleutnant de police également membre de la SS sera mentionné en tant que SS-Gruppenführer und Generalleutnant der Polizei.

### La Waffen-SS

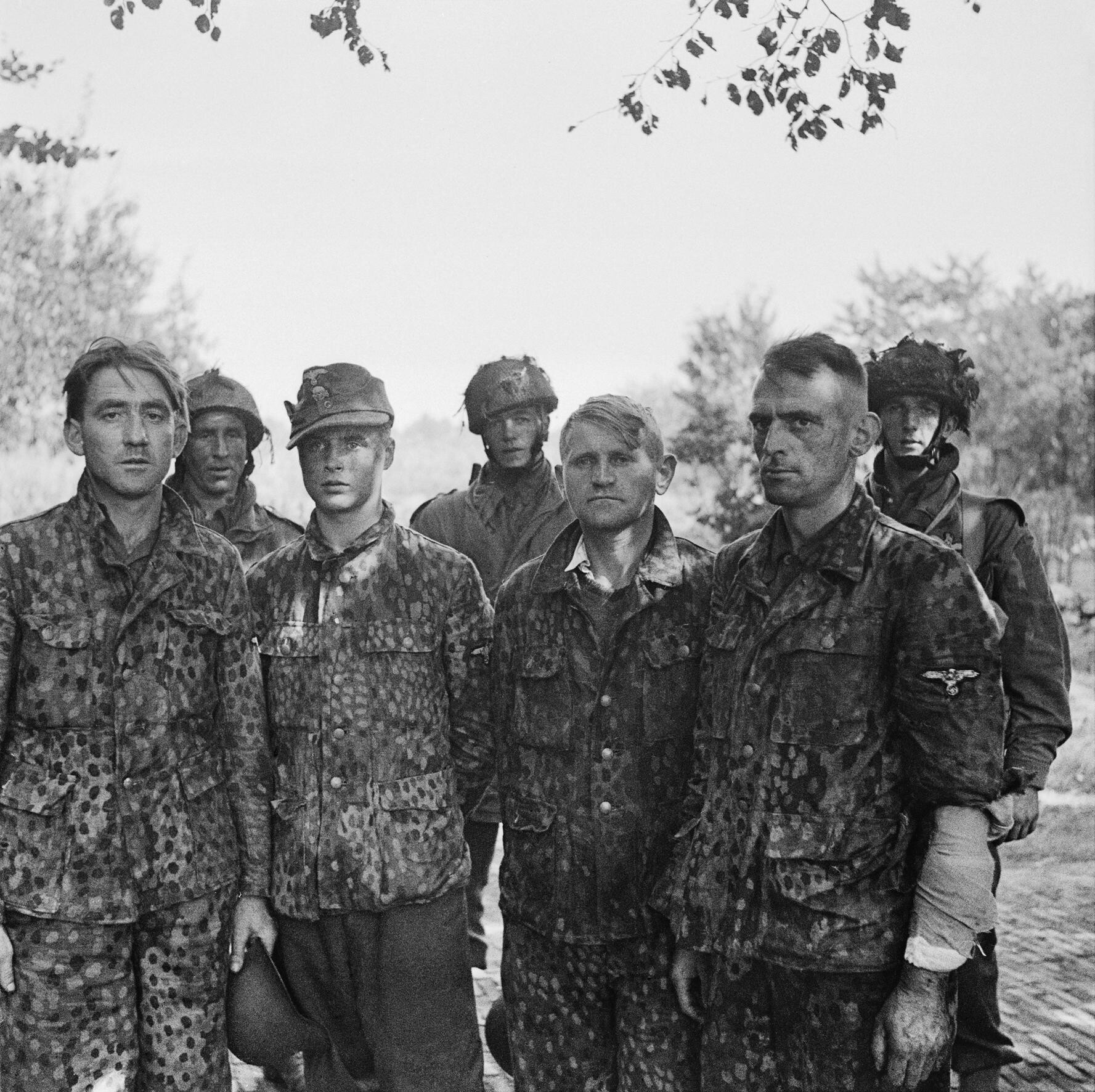
Unité d'occupation de la Waffen-SS capturée par les Britanniques lors de la libération des Pays-Bas.

La Waffen-SS est la composante militaire de la SS.
Dès la prise du pouvoir par les nazis, celle-ci se dote de commandos armés, les Politische Bereitschaften, dont la mission est de pourchasser les opposants. Après la nuit des Longs Couteaux, ces commandos sont regroupés en une seule unité, la SS-Verfügungstruppe (SS-VT), malgré les réticences de la Reichswehr. La SS-VT est élevée au rang de division (la future 2e division SS « Das Reich »), par un décret d’Adolf Hitler en 1938.
La VT et les unités « Totenkopf », formées des gardiens de camps de concentration, participent à la campagne de Pologne. Elle s’y signalent par leur brutalité, dénoncée par le général de la Wehrmacht, Johannes Blaskowitz.
Dès lors que la Waffen-SS est créée au début du printemps de 1940, les unités existantes de la SS-VT y sont progressivement transférées, au cours de l'année 1940, à la suite de décrets de Hitler.
La Waffen-SS prend ensuite part à la campagne de France, avec trois divisions et demie. Si ces divisions ont l’avantage d’être entièrement motorisées, elles ne jouent aucun rôle décisif.
En 1941, cinq divisions de la Waffen-SS sont engagées dans l'opération Barbarossa. Dotée de divisions blindées à partir de 1942, la Waffen-SS acquiert une redoutable réputation de combativité et de férocité sur le front de l’Est, surtout à partir de 1943. « Pendant les deux dernières années du conflit, les divisions [blindées] de la Waffen SS ralentirent fréquemment et arrêtèrent souvent d'une façon temporaire l'avance inexorable des Soviétiques ».
La Waffen-SS constitue l’ossature de la défense allemande lors de la bataille de Normandie et le fer de lance de l’offensive allemande lors de la bataille des Ardennes. Elle fait partie du dernier carré des défenseurs du régime nazi lors de la bataille de Berlin.
À la fin du conflit, la Waffen-SS comporte 38 divisions et près de 900 000 hommes, de qualité fort variable et aux origines les plus diverses, des Volksdeutschen (personnes d’origine allemande ou germanique habitant hors du Reich) aux volontaires français ou belges, des Baltes aux musulmans bosniaques. À cette époque, la Waffen-SS des origines, avec ses critères de recrutement physiques, raciaux et idéologiques particulièrement stricts et son entraînement exigeant et éprouvant, n’est plus qu’un lointain souvenir.
Tout au long de son périple, la Waffen-SS se singularise par le nombre des exactions et des tueries dont nombre de ses unités sont responsables. Ses crimes de guerre sont légion, de l’assassinat de prisonniers lors de la campagne de France en 1940 et lors de la bataille des Ardennes jusqu'au meurtre de 14 000 civils en Ukraine en 1941 et à ceux commis en Italie ou en France en 1944.

### Le système concentrationnaire
La SS-Totenkopfverbände était chargée de la surveillance et de l'organisation des camps de concentration. Voir aussi Aufseherin (terme qui désignait une gardienne SS).

#### Un rôle dans la machine de guerre nazie
Bien avant l'arrivée de Speer au ministère de l'Armement en 1942, les industriels allemands font appel à la main d’œuvre concentrationnaire. Ainsi, au début de l'année 1941, sous l'influence de Göring, les dirigeants de l'IG Farben s'adressent à Himmler pour obtenir de lui de la main-d’œuvre dans le cadre du projet de caoutchouc synthétique, le Buna : cette demande coïncide avec la décision de Himmler, prise l'année suivante de développer systématiquement une nouvelle orientation pour les populations des camps de concentration, aussi bien en Allemagne qu'en Pologne : le travail esclave au profit des entreprises allemandes engagées dans l'effort de guerre. Au cours des discussions qui suivent, un tarif journalier est établi, 4 ou 6 Reichsmarks par jour (16 heures de travail) et par déporté, selon le niveau de qualification, à charge pour la SS de faire venir, de nourrir, d'encadrer et de soigner la main-d’œuvre. Cet accord de 1942 reprend en réalité les termes de l'accord conclu en 1940 pour la construction du camp établi en 1940 à proximité de l'usine d'Horowitz, près d'Auschwitz, petite ville de Silésie. Au cours de la construction de l'usine, 35 000 détenus ont travaillé à l'édification de l'usine, 23 000 sont morts gazés.
Sur le modèle des accords passés avec l'IG Farben, d'autres transactions sont passées avec des entreprises du secteur de l'armement à un rythme tel qu'il devient rapidement indispensable d'ouvrir des sous-camps dans toute l'Europe, à proximité des chantiers situés à plus d'une journée de marche du camp de base : certains de ces sous-camps sont implantés au cœur des villes allemandes, comme à Wolfsbourg, pour fournir 7 000 déportés employés à l'usine Volkswagen, ou à Hambourg, pour les besoins des chantiers navals Blohm u. Voss. Cette conception utilitaire des déportés incite les commandants de camps à donner des consignes strictes visant à encourager l'extermination des prisonniers inaptes au travail, mais elle entre en conflit avec la rage exterminatrice des gardiens de camps SS.
La SS, non contente de louer de la main-d'œuvre aux industriels engagés dans l'effort de guerre allemand, joue aussi un rôle important dans la surveillance, et le cas échéant, la répression des travailleurs étrangers employés dans l'industrie de guerre allemande : sur dénonciation des entreprises, la SS traque et arrête les ouvriers qui ne reviennent pas de permission.

#### La SS et les armes nouvelles

##### Les armes effectivement produites
Rapidement, sur l'insistance de Hitler, la SS s'intéresse aux armes nouvelles. Ainsi, au printemps 1943, la SS fournit à l'entreprise Mittelwerk, qui produit les missiles V1 et V2, non seulement 1 400 déportés du camp de Buchenwald, pour son usine de Peenemünde, mais aussi les 60 gardes SS, chargés de leur encadrement. Suivant dans un premier temps cette affaire de loin, Himmler s'implique personnellement dans la production des missiles V1 et V2 après le raid du 17-18 aout 1943, et devient avant la fin du mois d'août responsable de la gestion de ce programme, qu'il confie au SS-Brigadeführer Hans Kammler ; à ce titre, il déménage l'usine de production dans le Harz, sous les montagnes.
Le site choisi dans le Harz, la montagne de Kohnstein, comporte, lors de l'installation de l'usine, deux tunnels longs de 1 600 mètres, utilisés jusqu'alors, l'un pour une voie ferrée, l'autre pour le stockage de matières dangereuses ; inadapté pour l'activité à laquelle il est destiné, il est aménagé par des milliers de détenus (8 000 en novembre 1943) venus des camps voisins, qui travaillent jusqu'à l'épuisement dans un contexte de rare violence. Les survivants rapportent l'extrême brutalité des surveillants SS, approuvée par leur supérieur, pour accélérer les cadences et les conditions éprouvantes de travail, tout d'abord dans les tunnels à creuser et à aménager, puis dans les installations proprement dites.
De plus, la SS fournit le terrain d'essai destiné à tester les effets des fusées montées dans le Harz : le champ de manœuvre de Blizna, à l'ouest de Cracovie, dans le gouvernement général de Pologne, est mis à la disposition de l'armée : lors de ces essais, les artilleurs doivent non seulement se former, mais aussi tenter de remédier aux failles de ces nouveaux types d'armements.

##### Les lubies de dilettante: lesWunderwaffen
À ces armes technologiquement avancées, s'ajoutent les armes miracles, dont le développement est placé sous la responsabilité du Reichsführer-SS, Heinrich Himmler, dont l'influence croît sans cesse au fil du conflit. À partir du 20 juillet 1944, ce dernier dispose de crédits et d'une influence illimitées dans la recherche scientifique, développant en dilettante au mieux des gadgets scientifiques, au pire, des délires insensés, comme l'extraction d'huile de géranium, pour le transformer en essence, ou la récupération de résine de sapin, destinée à devenir du carburant, comme le rapporte, amusé, Albert Speer ; de plus, à chaque objection d'un responsable de programme, ou d'un technicien, ce dernier est systématiquement relevé de ses fonctions par Oswald Pohl, à la demande expresse de Himmler, pour « attitude négative ».
La recherche SS en électronique n'est pas en reste dans cette avalanche de programmes, les proches de Himmler développent ainsi dans les camps des instituts de recherche dans ce domaine : ainsi, à Dachau par exemple, est créée une agence du Reich sur les hautes fréquences, destinée à mettre au point un système permettant d'abattre un avion en rendant non opérationnels ses circuits électriques ou de contrôler celui-ci à distance.

### Aspects théoriques et raciaux

#### Le Rasse- und Siedlungshauptamt (RuSHA)
Le RuSHA, acronyme de Rasse- und Siedlungshauptamt (« Bureau pour la race et le peuplement », à ne pas confondre avec le RSHA de Reinhard Heydrich) était l'organisme nazi chargé de contrôler la pureté idéologique et raciale de tous les membres de la Schutzstaffel (SS).
Créé fin décembre 1931 et dirigé initialement par le SS-Obergruppenführer Walther Darré, c'est l'une des trois premières sections de la SS. Principale autorité en matière de généalogie, chargée de délivrer attestations de pureté raciale et permis de mariage aux membres de la SS, le RuSHA fut en outre responsable de l'exécution de la politique de colonisation des territoires annexés à l'est.

#### Le Lebensborn
Le terme Lebensborn est un néologisme formé à partir de Leben (« vie ») et Born (« fontaine », en allemand ancien). Marc Hillel l'a traduit en français par « Fontaines de vie ».
Le Lebensborn e. V. (de l'allemand Lebensborn Eingetragener Verein, en français « Association enregistrée Lebensborn ») était une association gérée par la SS, dont le but était d'augmenter le taux de naissance d'enfants aryens en permettant à des filles-mères d'accoucher anonymement et de remettre leur nouveau-né à la SS qui en assurerait la charge puis l'adoption.
Bien qu'au départ il s'agisse de foyers et de crèches, la SS aurait rapidement transformé ces centres en lieu de rencontre afin de permettre à des femmes allemandes considérées comme des aryennes de concevoir des enfants avec des SS. Le but de ces lieux était la création et le développement d'une race aryenne parfaitement pure et dominante. Les femmes accouchaient dans le plus grand secret. Les enfants nés dans les Lebensborn étaient pris en charge par la SS en vue de constituer l'élite du futur « Empire de 1 000 ans ».

#### L’Ahnenerbe
L'Ahnenerbe, Studiengesellschaft für Geistesurgeschichte (« Héritage des ancêtres, société pour l'étude des idées premières »), est créée par Heinrich Himmler le 1er juillet 1935.
L'institut avait son siège dans le château de Wewelsburg en Westphalie et se consacrait à la recherche en archéologie et anthropologie raciale, ainsi qu'à l'histoire culturelle de la race aryenne.
Son but était de prouver la validité des théories nazies sur la supériorité raciale des Aryens.
Sa présidence est d'abord confiée à un préhistorien renommé, Herman Wirth, puis, après le désaveu public infligé à celui-ci par Adolf Hitler, au doyen de l'université de Munich, Walther Wüst, spécialiste de littérature et des religions de l'Inde, le 1er février 1937.
Les premières recherches de l'institut sont menées sous la houlette de Wirth en 1936, dans le Bohusland, région du Sud-Ouest de la Suède particulièrement riche en art pariétal et en art rupestre. Parmi plus de 5 000 symboles gravés à l'époque de l'âge du bronze, les pétroglyphes, Wirth est persuadé d'avoir découvert les vestiges de la première écriture au monde, créée selon lui par une antique civilisation nordique. Il fait remonter cette civilisation à près de deux millions d'années et la situe en Atlantide, continent disparu s'étendant de l'Islande aux Açores. Plus de vingt tonnes de plâtre sont utilisées pour réaliser des moulages des gravures.
Toujours en 1936, l'Ahnenerbe monte une petite expédition en Carélie, région de la Finlande, afin d'étudier et d'enregistrer les chants et incantations des sorciers locaux. Pour Himmler, ces incantations ont une base historique et il espère que leur analyse permettra de recréer le marteau de Thor, qui est d'après lui la plus puissante des armes conçues par les anciennes peuplades nordiques[réf. nécessaire].

## Dans la culture
- Jonathan Littell, Les Bienveillantes, Gallimard, Paris, 2006  (ISBN 207078097X) : mémoires d’un personnage fictif qui a participé aux massacres de masse nazis comme officier SS.
- Robert Merle, La mort est mon métier, Gallimard, Paris, 1976  (ISBN 2070367894) : mémoires fictifs (cependant l'auteur s'est inspiré des interrogatoires du commandant réel du camp : Rudolf Höss) du commandant du camp d'Auschwitz.